# Arconticismo
O arconticismo foi uma seita gnóstica existente na Palestina e Armênia que surgiu por volta do século IV e que possuía algumas semelhanças com a seita do setianismo. O nome "arconticismo" ou "arcônticos" provém de "arconte" mas é provável que fora atribuído por Epifânio.

## Origens
Epifânio de Salamina parece ter sido o primeiro a escrever sobre a seita, segundo Epifânio, a seita dos arcônticos fundada na metade do quarto século começou quando um armênio de nome Eutacto estava retornando ao Egito e parou na Palestina, onde conheceu um ermitão chamado Pedro, o gnóstico, Pedro era um ex-sacerdote palestino que habitava uma caverna onde recebia apenas as visitas de seus pupilos. Epifânio relaciona a conversão de Pedro a um período em que ele esteve na Arábia possivelmente com os Ebionitas e Nazarenos.
Tanto os ebionitas quando os Nazarenos não eram gnósticos, mas seitas judeo-cristãs com grandes tendências ascéticas. Quando Eutaktus retornou para a Armênia, ele ensinou aos pupilos de Pedro a doutrina gnóstica, entre os pupilos havia um senador e outras pessoas da elite o que mostrou sua considerável influência na alta sociedade armênia, através de Eutaktus, os arcônticos se disseminaram pela Armênia onde conseguiram arrebanhar diversos armênios ricos e influentes.

## Escritos e crenças
Epifânio relata que os ensinamentos dos arcônticos estavam contidos em dois livros, o Harmonia Menor e o Harmonia Maior, e que os arcônticos mencionam dois profetas de nomes Martiades e Marciano que, assim como Sete, ascenderam aos céus por três dias e depois retornaram, os arcônticos também consideravam o deus cristão, pai de Cristo, como um arconte e originador de todo o mal.
A crença dos arcônticos consistia em oito céus que ficavam acima do supremo e bom deus, chamado de Pai de Tudo, e da Mãe Superiora, também chamada de Mãe Luminosa. A alma, também, provinha do oitavo céus, os sete céus abaixo eram governados por arcontes maléficos, dos quais Sabaoth, o deus dos judeus, era seu líder habitando o sétimo céu.  A doutrina dos arcônticos também mostrar grande similaridade com os conceitos existentes no Apócrifo de João e Hipóstase dos Arcontes mas aparentemente eles começaram a partir de uma estrutura do mundo divino mais simples do que as assumidas nestes escritos.